# Col Needham

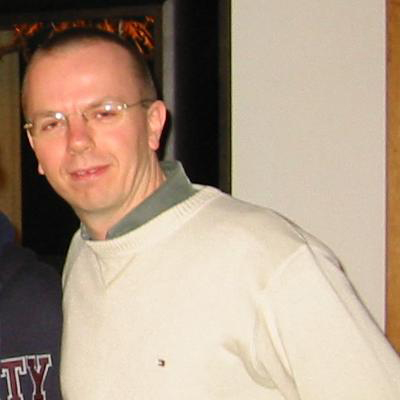
Col Needham 2002

Colin „Col“ Needham (* 26. Januar 1967 in Manchester) ist ein britischer Unternehmer. Er ist eines der vier Gründungsmitglieder und Geschäftsführer der weltweit bekannten Internet-Filmdatenbank Internet Movie Database (kurz: IMDb).

## Leben und Wirken
Im Jahr 1990 rief Col Needham die IMDb ins Leben. Zu der Zeit war er hauptberuflich noch als Ingenieur für die Firma Hewlett-Packard in Bristol tätig. Im Sommer 1996, als die allererste Werbekampagne der IMDb für einen Film – Independence Day von Roland Emmerich – startete, kündigte Col Needham seinen Arbeitsplatz bei Hewlett Packard und arbeitete fortan als bezahlte und fest angestellte Vollzeitkraft für die IMDb, die im selben Jahr aufgrund der steigenden Anzahl von Benutzern und Daten in eine Firma umgewandelt wurde. Seit 1998, als das Unternehmen Amazon.com die IMDb kaufte, ist Col Needham Geschäftsführer der Firma.
Seit 1989 ist Col Needham mit seiner Frau, mit der er zwei gemeinsame Töchter hat, verheiratet. Mit ihnen lebt er in der englischen Trabantenstadt Stoke Gifford, einem Vorort von Bristol.

## Auszeichnungen
- 1999: Webby Award in der Kategorie Film für die IMDb
- 1999: People’s Voice Award in der Kategorie Film für die IMDb (im Rahmen der Webby Awards-Veranstaltung vergebener Publikumspreis)